# Superman (animatieserie 1988)
Superman is een Amerikaanse animatieserie gebaseerd op de gelijknamige superheld van DC Comics. De serie liep van 1988 t/m 1989 met een totaal van 13 afleveringen. De productie was in handen van Ruby-Spears Productions.
De serie sloot aan op het 50-jarig bestaan van het personage. Veteraan stripboekschrijver Marv Wolfman was het hoofd van het schrijversteam voor de serie. Stripboektekenaar Gil Kane gaf de personages hun uiterlijk voor de serie.

## Achtergrond
De serie is de eerste Supermanserie die niet de traditionele benadering van Superman hanteerde, maar in plaats daarvan de meer modernere Superman, zoals bedacht door John Byrne, gebruikte. Zo was Clark Kent in deze serie een stuk bekwamer en meer gedreven als journalist, en was Superman’s vijand Lex Luthor voor het eerst een corrupte miljardair. Een andere vaste vijand van Superman was Cybron (een aangepaste versie van Brainiac). De serie bevatte een gastoptreden van Wonder Woman.

## Subafleveringen
Elke aflevering van de serie was opgebouwd uit twee gedeeltes. Het merendeel bestond uit gewoon een verhaal over Superman. De laatste vier minuten van elke aflevering bestonden echter uit korte filmpjes over Supermans’ jeugd. Hierin is te zien Superman in de loop der jaren zijn krachten kreeg, en wat voor dingen hij meemaakte in zijn kinder- en tienertijd. Deze stukjes worden als aparte subafleveringen gezien.

## Rolverdeling
- Beau Weaver ... Clark Kent/Superman
- Ginny McSwain ... Lois Lane
- Michael Bell ... Lex Luthor
- Stanley Ralph Ross ... Perry White
- Lynne Marie Stewart ... Jessica Morganberry
- Mark L. Taylor ... James 'Jimmy' Olsen
- Alan Oppenheimer ... Jonathan Kent
- Tress MacNeille ... Martha Kent

## Afleveringen
De titels tussen haakjes zijn die van de filmpjes over Supermans jeugd.
1. Destroy the Defendroids (The Adoption)
2. Fugitive From Space (The Supermarket)
3. By the Skin of the Dragon's Teeth (At the Babysitter's)
4. Cybron Strikes (The First Day of School)
5. The Big Scoop (Overnight with the Scouts)
6. Triple-Play (The Circus)
7. The Hunter (Little Runaway)
8. Superman and Wonder Woman vs. The Sorceress of Time (The Birthday Party)
9. Bonechill (The Driver's License)
10. The Beast Beneath These Streets (First Date)
11. Wildshark (To Play or not to Play)
12. Night of the Living Shadows (Graduation)
13. The Last Time I Saw Earth (It's Superman )